# Ina Budeștean
Ina Budeștean (sau Boiko; n. 3 februarie 1991, URSS) este o fostă fotbalistă din Republica Moldova care a evoluat ca portar. A făcut parte din naționala de fotbal feminin a Republicii Moldova.

## Carieră sportivă
S-a născut și a crescut în Republica Moldova. A jucat în echipa de fotbal U-19 în 2002, iar în 2005 a debutat în Cupa UEFA pentru femei (în prezent Liga Campionilor UEFA feminin) în echipa Codru. A fost selecționată în naționala de senioare a Republicii Moldova la calificările pentru Campionatul Mondial de Fotbal Feminin 2007. Echipa națională a fost ulterior desființată.
Sportiva a acceptat invitația din partea Asociației Federațiilor de Fotbal a Azerbaidjanului de a face parte din echipa de feminin a acelei țări. Ea a primit un nou nume, Ina Boiko, și o nouă dată de naștere, „devenind” cu patru ani mai tânără decât era înregistrată inițial la UEFA din partea Moldovei. Astfel, a jucat în echipa U-19 a Azerbaidjanului la runda a doua de calificări la Campionatului Mondial UEFA feminin U-19 și în prima rundă de calificări la ediția 2010. A fost selecționată în echipa de senioare la calificările pentru Campionatul Mondial din 2011.
În calitate de cetățean azer naturalizat, Boiko a jucat pentru clubul lituanian Gintra Universitetas la Liga Campionilor UEFA feminin.
În ianuarie 2010, UEFA a declarat-o ineligibilă să reprezinte Azerbaidjan. Ca urmare, a primit interdicția de a participa în competiții de club și internaționale până la 30 noiembrie 2010. Către 2014, ea a revenit la Gintra Universitetas, ca Ina Budestean, fiind în continuare portarul principal al echipei.
La 19 februarie 2015, Budestean a jucat în echipa națională a Republicii Moldova într-un meci aminal cu clubul român FCU Olimpia Cluj, față de care au pierdut cu scorul de 1-4. În același an, s-a alăturat clubului suedez Östersunds DFF din Elitettan.